# أندري مايبورودا
أندري مايبورودا هو لاعب كرة قدم روسي في مركز الدفاع، ولد في 20 سبتمبر 1984 في كراسنويارسك في روسيا. لعب مع دينامو بارنول وزاريا لينينسك كوزنيتسكي ونادي كراسنودار.

## وصلات خارجية
- أندري مايبورودا على موقع قاعدة بيانات كرة القدم.إي يو (الإنجليزية)
- أندري مايبورودا على موقع Soccerway.com (الإنجليزية)